# Liste der NRW.TV-Sendungen

Logo von NRW.TV

Die Liste der NRW.TV-Sendungen enthält eine bisher noch unvollständige Aufzählung aller Sendungen und Serien, die bei NRW.TV ausgestrahlt wurden.

## Eigenproduktionen

### Zuletzt noch ausgestrahlte Sendungen
- AppsNight war eine Show, bei welcher Marko Bagic und Emily Whigham Apps vorstellten und bewerteten.[1]
- Computerclub 2: Wolfgang Back und Wolfgang Rudolph präsentierten die Neuauflage des Technikmagazins WDR Computerclub. Der Computerclub 2 wurde als Audiosendung („Audiocast“) wöchentlich und als Fernsehsendung monatlich produziert.[2]
- DEMO – Technik zum Verstehen/DEMO 2.0 Technikmagazin mit Marko Bagic.[3]
- Halbzeit: Eine Sendung für alle Fußball-Fans der Regionalliga West. Es wurden die Höhepunkte aus den wichtigsten Begegnungen gezeigt und lieferte somit aktuelle Neuigkeiten. Moderation: Peter Wirth.
- Kurzfilmnacht: In der Kurzfilmnacht bot NRW.TV Filmemachern aus ganz Deutschland die Möglichkeit ihre Werke zu präsentieren. Es wurden Filme aus den verschiedensten Genres von Studenten, Alumnis und bereits erfahrene Filmemachern zweimal wöchentlich im TV ausgestrahlt. Hier konnte man sich bereits heute die Werke der Filmemacher von morgen ansehen.
- More Music: Eine Sendung für alle Musikliebhaber. NRW.TV präsentierte Musikvideos für jeden Geschmack. Präsentiert wurden neben aktuellen Titeln aus den Charts auch Newcomer und Indie-Künstler. Moderation:Emily Whigham.
- NRW Late Night: Die Sendung präsentierte zu später Stunde die aktuellsten und interessantesten Ereignisse aus den Bereichen Sport mit Traditions- und Trendsportarten, KlickBlick mit den neuesten Webphänomenen und Lifestyle mit jeder Menge Mode, Kino, Trends, Kultur und Klatsch & Tratsch.
- NRW live: Lifestyle, Kultur, Sport und Nachrichten aus Nordrhein-Westfalen. Moderiert wurde die Sendung von Alexander Bunkowitz, Natascha Wiese, Sophie Hofer, Emily Whigham, Sebastian Flotho, Peter Wirth und Christopher Behr.
- NRW Mobil – Automagazin: Automagazin mit Klaus Niedzwiedz.[4]
- Trailer Box: In der Trailerbox entführte Sophie Hofer den Zuschauer in die magische Welt des Films. Neben aktuellen Blockbustern, präsentierte sie auch die wöchentlichen deutschen Kinocharts und gewährte einen Blick auf kommende Film-Highlights.

### Ehemalige Sendungen
- Background: Bei Background ging es um das aktuelle Zeitgeschehen, Wissen und Politik. Dieser Bereich ähnelte, als er noch bei Kai3 involviert war, sehr stark dem ehemaligen GIGA-Format GIGA real. Bis zu seinem Wechsel zum Sat.1-Frühstücksfernsehen moderierte Matthias Killing mit Jan-Philipp Müller die Sendung. Jan-Phillip Müller diskutierte mit Gästen aus der Politik und Gesellschaft über brisante Themen, zu denen die Community auch Fragen via Mail oder Chat stellen konnte.[5]
- Brunos Business Club: Der Wirtschaftsjournalist Ralf-Dieter Brunowsky diskutierte in seiner Sendung mit Experten aus der Wirtschaft über die deutsche und nordrhein-westfälische Wirtschaft. Das Format wurde immer dienstags von 18 bis 18:30 Uhr ausgestrahlt.
- Couchgarnitur: Eine Sendung rund um Konzerte, Comedy, Events sowie Klatsch und Tratsch. Moderiert wurde sie von Sabrina Gluba und Sophie Hofer.[6]
- Der Westen – Meine Nachrichten: wöchentliche Nachrichten aus dem Ruhrgebiet aus der Redaktion der Zeitung Der Westen.
- Gaumenschmaus: Das kulinarische Magazin aus Nordrhein-Westfalen.[7]
- Guten Morgen NRW: Frühstücksfernsehen für Nordrhein-Westfalen mit aktuellen Nachrichten, Wetter und Verkehrsinformationen. Des Weiteren wurden Gäste zu aktuellen Themen interviewt. Moderiert wurde das Format im Wechsel von Sabine Peper und Christopher Behr.[8]
- Halbzeit: In der Sendung wurden verschiedene Sportarten und unter anderem auch Fun-Sportarten vorgestellt. Zudem wurden aktuelle News aus der Welt des Sports aufbereitet. Zu den einzelnen Themen wurden häufig Gäste eingeladen, die über das aktuelle Geschehen berichteten. Ein Highlight dieses Bereiches war das Fußballbundesliga-Tippspiel sowie das Sportquiz im NRW.TV-Chat am Dienstag, wo es jeweils Preise für die User zu gewinnen gab. Moderiert wurde der Bereich von Sabrina Gluba und Peter Wirth.[9]
- Horné goes Music: Roger Horné führte durch die musikalische Welt Nordrhein-Westfalens – fernab von Hitparaden.[10]
- Horné Live: Roger Horné interviewte in seiner Sendung Landes- und Kommunalpolitiker, aber auch Menschen aus der Wirtschaft und von der Börse zu aktuellen Themen aus Politik und Wirtschaft. Des Weiteren gab es häufig Berichte zu der aktuellen Situation an der Börse. Der Schwerpunkt seiner Gespräche mit den Studiogästen lag bei aktuellen politischen Debatten. Kontrovers war vor allem, dass die Sendung entgegen dem Titel nicht Live gesendet wurde.[11]
- Innofact NRW Trend: Gemeinsam mit dem Meinungsforschungsinstitut Innofact AG aus Düsseldorf wurden jede Woche 1000 NRW-Bürger über aktuelle Themen befragt. In der Sendung wurden dann die Ergebnisse von Christopher Behr und Detlef Wolters von der Innofact AG in einer repräsentativen Studie vorgestellt.[12]
- Jamba Music Show: Die Jamba Music Show war eigentlich eine Werbesendung für Jamba! TV, in der Musik-Clips gezeigt wurden, dessen Musik kostenpflichtig im Abo via SMS heruntergeladen werden konnte. Zudem wurde in Werbeblöcken Klingeltonwerbung von Jamba ausgestrahlt. Die Sendung wurde ab März 2010 von der AppsNight ersetzt.
- KAI3: Am 10. Juli 2006 war die neue Nachmittagssendung namens KAI3 mit den ehemaligen GIGA-Netzreportern Carsten Konze (seit einem Relaunch von KAI3 nicht mehr dabei), Emily Whigham und Matthias Killing, sowie Jan-Philipp Müller, Daniele Rizzo (jedoch ist dieser seit August 2006 nicht mehr dabei), Nadine Gräser, Sabrina Gluba und Peter Wirth gestartet. Sie lief Montag bis Freitag 15 Uhr bis 17 Uhr oder 18 Uhr. Nicht nur die Moderatoren wurden übernommen – das Konzept von Interaktivität und Mitgestaltung des Programms über das Internet und die Konvergenz von Fernsehen und Internet waren stark an das von GIGA angelehnt. In den ersten Monaten der Sendung ähnelte auch der Aufbau sehr stark an dem von GIGA Green. Es gab ebenfalls vier Bereiche (Hotspot, Timeout, Sport (seit dem 8. Oktober 2007 Halbzeit) und Background), die nacheinander in fünf-Minuten-Takes von ihren Themen berichteten. Nachdem die Moderatoren Carsten Konze und Daniele Rizzo – Moderatoren des Hotspot-Bereiches – KAI3 verlassen hatten, wurde dieser Bereich aufgelöst. Bei Hotspot drehte sich alles rund um das Thema Technik. Mittlerweile hatte sich der Aufbau verändert und es wurden die drei übrigen Bereiche in einzelnen Sendungen im Laufe des Nachmittages hintereinander gezeigt. Mittlerweile wurde die Sendung Timeout ganz eingestellt und lediglich das Format Background trug noch den Zusatz Kai3 im Namen. Der Name KAI3 leitet sich vom Produktionsort ab. Der Sender ist bzw. die Sendung war ansässig in der Kaistraße 3 in Düsseldorf. Die Sendung wurde bereits eingestellt.
- KAI3 Timeout:  Emily Wigham sowie Nadine Gräser berichteten über die Welt der Stars. Sie begrüßten prominente Gäste aus Musik und Theater. Bei Timeout wurden ebenfalls Musikvideos ausgestrahlt und es gab oft musikalische Studio-Auftritte von den Gästen zu sehen. Die Sendung wurde immer Montag – Freitag 19:30 bis 20 Uhr ausgestrahlt.
- Kultur mit Uta: Uta Fußangel sprach mit Gästen, im Studio oder vor Ort, über kulturelle Veranstaltungen.[13]
- Lai Kan Ba – Die Chinesische Stunde war eine Sendung, die sich vor allem mit den Chinesen im Bundesland beschäftigt. Moderiert wurde sie von Sisi Chen und Yi Hu.
- Märchenbaum war eine Märchensendung für Kinder.
- Märchenzeit war der Nachfolger von Märchenbaum. Moderiert wurde das Format von Sylvia Czapiewski.
- Nachtprogramm: Das sogenannte Nachtprogramm auf NRW.TV (tgl. 0:30 bis 4:00 Uhr) war eine Erotikschiene, in der Erotikfilme unterbrochen von Werbung für Sex-Hotlines ausgestrahlt wurden.
- NIX TV war eine Show, welche vom ehemaligen RTL Chef Helmut Thoma konzipiert wurde. Von der Aufmachung erinnerte NIX TV an KAI3 und GIGA-Green.[14]
- NRW News: Ein Nachrichten-Überblick über aktuelle Ereignisse in Deutschland und vor allem in Nordrhein-Westfalen, der von Björn Schwemin moderiert wurde.[15]
- NRW Städte Tour: Sabrina Gluba stellte sehenswerte Städte Nordrhein-Westfalens vor.[16]
- NRW.TV-Reportage: In diesem Format gab es verschiedene Reportagen über beispielsweise den Automarkt in Essen oder ein Reisespezial über Limburg.
- RUHR.2010 – Das Magazin: Das Magazin zur Kulturhauptstadt Europas 2010, dem Ruhrgebiet
- Schraubenzieher war ein samstags ausgestrahltes Heimwerkermagazin, in dem Tipps und Tricks für die Heimwerker von einem Experten gezeigt wurden.
- Silvanas Europa: Die Europapolitikerin Silvana Koch-Mehrin sprach mit bekannten Gästen über aktuelle Entscheidungen und Diskussionen im EU-Parlament in Brüssel. Mit der Sendung sollte vor allem das Interesse an Europa und der Europapolitik geweckt werden.[17]
- Sophies Kinowelt: Sophie Hofer präsentierte die neuen Kinostarts und informierte über die neuen Filme in den Kinos in NRW. Außerdem wurden häufig Interviews mit den aktuellen Filmstars und Regisseuren gezeigt.[18]
- Sophies Kinowelt – Spezial: Hier präsentierte Sophie Hofer ein Making-of eines aktuellen Kinofilms.[18]
- Stadt der Woche: Jede Woche konnte per SMS oder Internetabstimmung auf NRW.TV die „Stadt der Woche“ gewählt werden. Die NRW.TV Reporter Björn Schwemin und Johannes Werner berichteten aus der Stadt und zeigten interessante Sehenswürdigkeiten und Freizeitaktivitäten. Auch wurden Interviews mit bekannten und populären Persönlichkeiten aus der jeweiligen Stadt geführt. Die Sendung wurde jeweils freitags von 18 Uhr bis 18:30 ausgestrahlt.
- Wir in NRW: Uta Fußangel sprach mit nordrhein-westfälischen Persönlichkeiten, beispielsweise Buchautoren oder Schauspieler, über ihre Arbeit und ihr Leben.

## Fremdproduktionen
- Body in Balance ist ein Wohlfühl-Magazin, wo Experten zu Wort kommen, die alternative Wege zu Gesundheit und Wohlbefinden aufzeigen. Außerdem werden Übungen (z. B.: Yoga) in Beiträgen gezeigt, die der Zuschauer nachmachen kann.[19]
- Dauerwerbesendung/Teleshopping: Verkaufshows
- Fliege TV war eine Talkshow mit dem bekannten Fernsehpfarrer Jürgen Fliege.[20]
- GamesNight.TV: Die Sendung präsentierte mit Gamesports und ehemals Rocketbeans, aktuelle Inhalte aus den Bereichen E-Sports und Games. Die Sendung wurde auch nach dem Ende von NRW.TV weiter, sowohl im TV als auch im Stream, bis Ende 2017 ausgestrahlt.[21][22]
- GEPA TV: Die Sendung informierte über die Arbeit der GEPA – The Fair Trade Company, die sich für den fairen Handel mit hauptsächlich afrikanischen Staaten einsetzt.[23]
- Gerwin trifft: Hanno Gerwin interviewte prominente Gäste aus Fernsehen, Sport und Politik. In den zehnminütigen Interviews lag der Schwerpunkt vor allem auf dem Verständnis des christlichen Glaubens des prominenten Gastes.[24]
- The Lord’s Challenge: Gottesdienst im Fernsehen mit dem Prediger Joshua Daniel.
- Neues aus der Medizin: In jeder Folge wird auf eine Volkskrankheit genau eingegangen und es werden neue und alternative Behandlungsmethoden gezeigt.[25]
- Russia Today: war eine Programmübernahme des russischen Fernsehsenders Russia Today.
- Servus TV war eine Programmübernahme[26]
- Sonnenklar.TV war eine Verkaufsshow für Urlaubsreisen.[27]
- Trend News TV informiert über aktuelle Trends und Neuigkeiten aus der Welt der Musik, des Films und der Games.[28]
- TV Gusto war eine Programmübernahme des Fernsehsenders tv.gusto in der Kochshows zu sehen sind.[29]
- Vigo TV war ein Gesundheitsmagazin der AOK.[30]
- VITA ist ein Gesundheitsmagazin mit Tipps und Beiträgen für ein gesünderes Leben.[31]
- Wirtschaftsblatt TV informierte vierteljährlich über die nordrhein-westfälische Wirtschaft. Außerdem wurde im Studio mit Gästen aus der Wirtschaft über entsprechende Themen diskutiert. Freitags waren wöchentlich zudem noch die Wirtschaftsblatt TV News zu sehen, in denen über Neuigkeiten aus dem nordrhein-westfälischen Mittelstand berichtet wurde.[32]

## Offizielle Websites der Sendungen
1. ↑  Offizielle Website der AppsNight (Memento vom 13. Januar 2015 im Internet Archive)
2. ↑  Offizielle Website von Computerclub 2
3. ↑  Offizielle Website von Demo (Memento vom 1. März 2014 im Internet Archive)
4. ↑  Informationen zu NRW Mobil (Seite nicht mehr abrufbar, festgestellt im März 2017. Suche in Webarchiven)
5. ↑  Offizielle Website von Background (Memento vom 23. Mai 2011 im Internet Archive)
6. ↑  Facebookseite Couchgarnitur
7. ↑  Offizielle Website von Gaumenschmaus (Memento vom 21. Januar 2012 im Internet Archive)
8. ↑  Offizielle Website von Guten Morgen NRW (Memento vom 27. März 2014 im Internet Archive)
9. ↑  Offizielle Website von Halbzeit (Memento vom 29. März 2014 im Internet Archive)
10. ↑  Offizielle Website von Horné goes Music (Memento vom 14. Januar 2012 im Internet Archive)
11. ↑  Offizielle Website von Horné Live (Memento vom 21. Januar 2012 im Internet Archive)
12. ↑  Offizielle Website von Innofact NRW Trend (Memento vom 29. März 2014 im Internet Archive)
13. ↑  Offizielle Website von Kultur mit Uta (Memento vom 26. Mai 2011 im Internet Archive)
14. ↑  Offizielle Website von NIX TV (Memento vom 20. Januar 2015 im Internet Archive)
15. ↑  Offizielle Website der Nachrichten (Memento vom 27. Januar 2012 im Internet Archive)
16. ↑  Offizielle Website von NRW Städte Tour (Memento vom 2. September 2010 im Internet Archive)
17. ↑  Offizielle Website von Silvanas Europa (Memento vom 29. März 2014 im Internet Archive)
18. 1 2  Offizielle Website von Sophies Kinowelt (Memento vom 25. März 2014 im Internet Archive)
19. ↑  Offizielle Website von Body in Balance
20. ↑  Offizielle Website von Fliege TV (Memento vom 4. Juli 2015 im Internet Archive)
21. ↑  gamesnight.tv/empfang. gamesnight.tv, archiviert vom Original (nicht mehr online verfügbar) am 28. März 2017; abgerufen am 5. April 2017.
22. ↑  gamesnight von Freaks 4U Gaming produziert. Freaks 4U Gaming, archiviert vom Original (nicht mehr online verfügbar) am 6. April 2017; abgerufen am 5. April 2017.
23. ↑  Offizielle Website von GEPA
24. ↑  Offizielle Website von Gerwin Media
25. ↑  Offizielle Website von Neues aus der Medizin
26. ↑  Offizielle Website von Servus TV
27. ↑  Offizielle Website von Sonnenklar.tv
28. ↑  Offizielle Website von Trend News TV
29. ↑  Offizielle Website von TV Gusto
30. ↑  Offizielle Website von Vigo TV
31. ↑  Offizielle Website von VITA
32. ↑  Offizielle Website von Wirtschaftsblatt TV (Memento vom 1. Januar 2014 im Internet Archive)